# Spielvereinigung Bayreuth 1981-1982
Questa voce raccoglie le informazioni riguardanti la Spielvereinigung Bayreuth nelle competizioni ufficiali della stagione 1981-1982.

## Stagione
Nella stagione 1981-1982 il Bayreuth, allenato da Norbert Wagner, Lothar Emmerich e Manfred Größler, concluse il campionato di 2. Bundesliga al 20º posto. In Coppa di Germania il Bayreuth fu eliminato agli ottavi di finale dal Werder Brema.

## Rosa
| N. |                     | Ruolo | Calciatore        |
| -- | ------------------- | ----- | ----------------- |
|    | Germania (bandiera) | P     | Roland Grüner     |
|    | Germania (bandiera) | P     | Matthias Hoppert  |
|    | Germania (bandiera) | P     | Wolfgang Mahr     |
|    | Germania (bandiera) | D     | Horst Bender      |
|    | Germania (bandiera) | D     | Harald Bleckert   |
|    | Germania (bandiera) | D     | Jörg Dittwar      |
|    | Germania (bandiera) | D     | Rainer Dörr       |
|    | Germania (bandiera) | D     | Friedhelm Schütte |
|    | Germania (bandiera) | D     | Matthias Tschech  |
|    | Germania (bandiera) | C     | Harald Aumeier    |
|    | Germania (bandiera) | C     | Hubert Besl       |
|    | Germania (bandiera) | C     | Hartmut Braun     |
|    | Germania (bandiera) | C     | Wolfgang Breuer   |
|    | Germania (bandiera) | C     | Harald Dollhopf   |

| N. |                     | Ruolo | Calciatore       |
| -- | ------------------- | ----- | ---------------- |
|    | Germania (bandiera) | C     | Klaus Gebhardt   |
|    | Germania (bandiera) | C     | Erwin Hermandung |
|    | Germania (bandiera) | C     | Herbert Horn     |
|    | Germania (bandiera) | C     | Achim Jobst      |
|    | Germania (bandiera) | C     | Udo Konradi      |
|    | Germania (bandiera) | C     | Rudolf Litz      |
|    | Germania (bandiera) | C     | Wolfgang Reichel |
|    | Germania (bandiera) | A     | Manfred Größler  |
|    | Germania (bandiera) | A     | Andreas Hoffmann |
|    | Germania (bandiera) | A     | Rüdiger Scheler  |
|    | Germania (bandiera) | A     | Helmut Schmitz   |
|    | Germania (bandiera) | A     | Uwe Sommerer     |
|    | Germania (bandiera) | A     | Michael Tönnies  |

## Organigramma societario
Area tecnica
- Allenatore: Manfred Größler
- Allenatore in seconda:
- Preparatore dei portieri:
- Preparatori atletici:

## Calciomercato

### Sessione estiva
| Acquisti | Acquisti          | Acquisti          | Acquisti |
| R.       | Nome              | da                | Modalità |
| -------- | ----------------- | ----------------- | -------- |
| C        | Harald Aumeier    | Eintracht Treviri |          |
| C        | Erwin Hermandung  | Eintracht Treviri |          |
| C        | Wolfgang Reichel  | Paderborn         |          |
| D        | Friedhelm Schütte | TeBe Berlino      |          |
| A        | Michael Tönnies   | Schalke 04        |          |

| Cessioni | Cessioni | Cessioni | Cessioni |
| R.       | Nome     | a        | Modalità |
| -------- | -------- | -------- | -------- |

### Sessione invernale
| Acquisti | Acquisti | Acquisti | Acquisti |
| R.       | Nome     | da       | Modalità |
| -------- | -------- | -------- | -------- |

| Cessioni | Cessioni | Cessioni | Cessioni |
| R.       | Nome     | a        | Modalità |
| -------- | -------- | -------- | -------- |

## Risultati

### 2. Bundesliga

#### Girone di andata
| Bayreuth 1º agosto 1981, ore 15:00 CEST 1ª giornata | Bayreuth | 0 – 0 referto | Hessen Kassel | Hans-Walter-Wild Stadion (5 500 spett.)\| Arbitro: \| Eli \| |
| Arbitro:                                            | Eli      |               |               |                                                              |

| Arbitro: | Heitmann |

|                                     |           |  |
| Mahr 1’ (aut.) Grillemeier 84’, 86’ | Marcatori |  |

| Arbitro: | Neuner |

|                                         |           |            |
| Scheler 21’ Tönnies 70’ (rig.) Horn 90’ | Marcatori | 16’ Täuber |

| Arbitro: | Wippker |

|                                   |           |                          |
| Feilzer 19’ Hofmann 71’ Brand 77’ | Marcatori | 32’ Schmitz 71’ Sommerer |

| Arbitro: | Niebergall |

|                      |           |                        |
| Aumeier 60’ Besl 76’ | Marcatori | 35’ Kunkel 64’ Kudella |

| Arbitro: | Tritschler |

|                            |           |             |
| Bein 20’ Kutzop 82’ (rig.) | Marcatori | 65’ Schmitz |

| Arbitro: | Kautschor |

|                             |           |                          |
| Besl 13’ Schmitz 74’ (rig.) | Marcatori | 36’ Waas 43’, 52’ Völler |

| Arbitro: | Meijerink |

|                          |           |  |
| Gans 17’ Lorenz 71’, 89’ | Marcatori |  |

| Arbitro: | Brückner |

|                                                      |           |  |
| Besl 69’ Tönnies 77’ (rig.) Schmitz 79’ Sommerer 82’ | Marcatori |  |

| Arbitro: | Ahlenfelder |

|                           |           |                          |
| Linz 39’, 68’ Löffler 85’ | Marcatori | 21’ Schmitz 81’ Sommerer |

| Arbitro: | Ulm |

|  |           |                         |
|  | Marcatori | 35’ Schipper 81’ Jansen |

| Arbitro: | Hennig |

|                          |           |             |
| Hein 50’, 65’ Walter 81’ | Marcatori | 34’ Aumeier |

| Arbitro: | Werner |

|                                                        |           |  |
| Janzon 1’, 73’ Geier 58’, 70’ Bittcher 89’ Drexler 90’ | Marcatori |  |

| Arbitro: | Huster |

|                                  |           |              |
| Aumeier 58’ Besl 82’ Größler 86’ | Marcatori | 19’ Bebensee |

| Arbitro: | Wuttke |

|             |           |  |
| Schopen 83’ | Marcatori |  |

| Arbitro: | Linn |

|                         |           |                        |
| Größler 63’ Schmitz 73’ | Marcatori | 2’ (rig.) Hinterberger |

| Berlino 28 novembre 1981, ore 15:00 CET 17ª giornata | Hertha Berlino | 0 – 0 referto | Bayreuth | Stadio Olimpico (7 200 spett.)\| Arbitro: \| Dellwing \| |
| Arbitro:                                             | Dellwing       |               |          |                                                          |

| Arbitro: | Sahner |

|                                   |           |                  |
| Aumeier 7’, 54’ Sommerer 67’, 85’ | Marcatori | 42’, 87’ Mödrath |

| Arbitro: | Heitmann |

|                       |           |                              |
| Ludwig 67’ Binder 67’ | Marcatori | 43’ (rig.) Schmitz 53’ Braun |

#### Girone di ritorno
| Kassel 16 gennaio 1982, ore 15:00 CET 20ª giornata | Hessen Kassel | 0 – 0 referto | Bayreuth | Auestadion (10 000 spett.)\| Arbitro: \| Möller \| |
| Arbitro:                                           | Möller        |               |          |                                                    |

| Arbitro: | Hellwig |

|             |           |                            |
| Schmitz 24’ | Marcatori | 20’ Herget 56’ Grillemeier |

| Arbitro: | Reichmann |

|            |           |  |
| Täuber 26’ | Marcatori |  |

| Arbitro: | Tritschler |

|  |           |                                  |
|  | Marcatori | 23’ Steubing 43’ (rig.) Frömberg |

| Arbitro: | Hennig |

|                              |           |  |
| Clausmeier 24’ Wulfmeier 76’ | Marcatori |  |

| Arbitro: | Kautschor |

|  |           |             |
|  | Marcatori | 13’ Geinzer |

| Arbitro: | Horeis |

|          |           |                |
| Beer 70’ | Marcatori | 30’, 59’ Braun |

| Arbitro: | Jupe |

|             |           |  |
| Aumeier 22’ | Marcatori |  |

| Arbitro: | Huster |

|          |           |  |
| Wolf 46’ | Marcatori |  |

| Arbitro: | Schraivogel |

|  |           |               |
|  | Marcatori | 14’, 22’ Linz |

| Arbitro: | Linn |

|                                             |           |  |
| Dörmann 39’ Clute-Simon 40’, 55’ Thomas 74’ | Marcatori |  |

| Arbitro: | Correll |

|  |           |         |
|  | Marcatori | 7’ Hein |

| Arbitro: | Hellwig |

|          |           |                 |
| Litz 59’ | Marcatori | 28’, 60’ Janzon |

| Arbitro: | Luca |

|                                       |           |              |
| Schatzschneider 81’, 90’ Hartmann 85’ | Marcatori | 78’ Sommerer |

| Arbitro: | Brückner |

|                |           |                   |
| Jobst 12’, 40’ | Marcatori | 19’, 41’ Nathmann |

| Arbitro: | Hontheim |

|                        |           |                  |
| Schaub 26’ Metzler 60’ | Marcatori | 30’, 76’ Tönnies |

| Arbitro: | Föckler |

|  |           |                                                            |
|  | Marcatori | 13’ Beck 30’ Mohr 55’, 80’ (rig.) Remark 61’, 88’ Wesseler |

| Arbitro: | Waltert |

|                                                           |           |             |
| Schmitz 12’ Rolff 26’ Finkler 42’ Gless 44’ Scheinert 90’ | Marcatori | 24’ Tönnies |

| Arbitro: | Walz |

|          |           |          |
| Litz 39’ | Marcatori | 89’ Benz |

### Coppa di Germania
| Arbitro: | Föckler |

|                                     |           |             |
| Sommerer 7’, 90’ Schmitz 13’ (rig.) | Marcatori | 58’ Hofmann |

| Arbitro: | Baldauf |

|            |           |                            |
| Kakoko 40’ | Marcatori | 54’ Hermandung 64’ Aumeier |

| Arbitro: | Ruppelt |

|                    |           |  |
| Dörr 97’ Besl 115’ | Marcatori |  |

| Arbitro: | Waltert |

|                   |           |  |
| Kostedde 17’, 17’ | Marcatori |  |

## Statistiche

### Statistiche di squadra
| Competizione      | Punti | In casa | In casa | In casa | In casa | In casa | In casa | In trasferta | In trasferta | In trasferta | In trasferta | In trasferta | In trasferta | Totale | Totale | Totale | Totale | Totale | Totale | DR  |
| Competizione      | Punti | G       | V       | N       | P       | Gf      | Gs      | G            | V            | N            | P            | Gf           | Gs           | G      | V      | N      | P      | Gf     | Gs     | DR  |
| ----------------- | ----- | ------- | ------- | ------- | ------- | ------- | ------- | ------------ | ------------ | ------------ | ------------ | ------------ | ------------ | ------ | ------ | ------ | ------ | ------ | ------ | --- |
| 2. Bundesliga     | 22    | 19      | 6       | 4       | 9       | 26      | 31      | 19           | 1            | 4            | 14           | 14           | 45           | 38     | 7      | 8      | 23     | 40     | 76     | -36 |
| Coppa di Germania | -     | 2       | 2       | 0       | 0       | 5       | 1       | 2            | 1            | 0            | 1            | 2            | 3            | 4      | 3      | 0      | 1      | 7      | 4      | +3  |
| Totale            | 22    | 21      | 8       | 4       | 9       | 31      | 32      | 21           | 2            | 4            | 15           | 16           | 48           | 42     | 10     | 8      | 24     | 47     | 80     | -33 |

### Andamento in campionato
| Giornata  | 1  | 2  | 3  | 4  | 5  | 6  | 7  | 8  | 9  | 10 | 11 | 12 | 13 | 14 | 15 | 16 | 17 | 18 | 19 | 20 | 21 | 22 | 23 | 24 | 25 | 26 | 27 | 28 | 29 | 30 | 31 | 32 | 33 | 34 | 35 | 36 | 37 | 38 |
| --------- | -- | -- | -- | -- | -- | -- | -- | -- | -- | -- | -- | -- | -- | -- | -- | -- | -- | -- | -- | -- | -- | -- | -- | -- | -- | -- | -- | -- | -- | -- | -- | -- | -- | -- | -- | -- | -- | -- |
| Luogo     | C  | T  | C  | T  | C  | T  | C  | T  | C  | T  | C  | T  | T  | C  | T  | C  | T  | C  | T  | T  | C  | T  | C  | T  | C  | T  | C  | T  | C  | T  | C  | C  | T  | C  | T  | C  | T  | C  |
| Risultato | N  | P  | V  | P  | N  | P  | P  | P  | V  | P  | P  | P  | P  | V  | P  | V  | N  | V  | N  | N  | P  | P  | P  | P  | P  | V  | V  | P  | P  | P  | P  | P  | P  | N  | N  | P  | P  | N  |
| Posizione | 13 | 19 | 15 | 16 | 13 | 18 | 18 | 19 | 18 | 18 | 18 | 19 | 20 | 19 | 20 | 19 | 19 | 19 | 19 | 19 | 19 | 19 | 19 | 19 | 19 | 19 | 18 | 18 | 19 | 19 | 20 | 20 | 20 | 20 | 20 | 20 | 20 | 20 |

Legenda:

Luogo: C = Casa; T = Trasferta. Risultato: V = Vittoria; N = Pareggio; P = Sconfitta.

### Statistiche dei giocatori
| Giocatore     | 2. Bundesliga | 2. Bundesliga | 2. Bundesliga | 2. Bundesliga | Coppa di Germania | Coppa di Germania | Coppa di Germania | Coppa di Germania | Totale   | Totale | Totale      | Totale     |
| Giocatore     | Presenze      | Reti          | Ammonizioni   | Espulsioni    | Presenze          | Reti              | Ammonizioni       | Espulsioni        | Presenze | Reti   | Ammonizioni | Espulsioni |
| ------------- | ------------- | ------------- | ------------- | ------------- | ----------------- | ----------------- | ----------------- | ----------------- | -------- | ------ | ----------- | ---------- |
| H. Aumeier    | 23            | 6             | 4             | 0             | 3                 | 1                 | 0                 | 0                 | 26       | 7      | 4           | 0          |
| H. Bender     | 14            | 0             | 1             | 1             | 1                 | 0                 | 0                 | 0                 | 15       | 0      | 1           | 1          |
| H. Besl       | 24            | 4             | 6             | 0             | 3                 | 1                 | 1                 | 0                 | 27       | 5      | 7           | 0          |
| H. Bleckert   | 31            | 0             | 3             | 0             | 3                 | 0                 | 0                 | 0                 | 34       | 0      | 3           | 0          |
| H. Braun      | 16            | 3             | 2             | 0             | 0                 | 0                 | 0                 | 0                 | 16       | 3      | 2           | 0          |
| W. Breuer     | 15            | 0             | 0             | 0             | 0                 | 0                 | 0                 | 0                 | 15       | 0      | 0           | 0          |
| J. Dittwar    | 0             | 0             | 0             | 0             | 0                 | 0                 | 0                 | 0                 | 0        | 0      | 0           | 0          |
| H. Dollhopf   | 0             | 0             | 0             | 0             | 0                 | 0                 | 0                 | 0                 | 0        | 0      | 0           | 0          |
| R. Dörr       | 26            | 0             | 0             | 0             | 2                 | 1                 | 0                 | 0                 | 28       | 1      | 0           | 0          |
| K. Gebhardt   | 2             | 0             | 1             | 0             | 0                 | 0                 | 0                 | 0                 | 2        | 0      | 1           | 0          |
| M. Größler    | 21            | 2             | 1             | 0             | 2                 | 0                 | 0                 | 0                 | 23       | 2      | 1           | 0          |
| R. Grüner     | 0             | 0             | 0             | 0             | 0                 | 0                 | 0                 | 0                 | 0        | 0      | 0           | 0          |
| E. Hermandung | 27            | 0             | 2             | 0             | 3                 | 1                 | 1                 | 0                 | 30       | 1      | 3           | 0          |
| A. Hoffmann   | 4             | 0             | 0             | 0             | 0                 | 0                 | 0                 | 0                 | 4        | 0      | 0           | 0          |
| M. Hoppert    | 5             | 0             | 0             | 0             | 0                 | 0                 | 0                 | 0                 | 5        | 0      | 0           | 0          |
| H. Horn       | 28            | 1             | 1             | 0             | 2                 | 0                 | 0                 | 0                 | 30       | 1      | 1           | 0          |
| A. Jobst      | 24            | 2             | 2             | 1             | 2                 | 0                 | 0                 | 0                 | 26       | 2      | 2           | 1          |
| U. Konradi    | 1             | 0             | 0             | 0             | 0                 | 0                 | 0                 | 0                 | 1        | 0      | 0           | 0          |
| R. Litz       | 17            | 2             | 1             | 0             | 1                 | 0                 | 0                 | 0                 | 18       | 2      | 1           | 0          |
| W. Mahr       | 33            | 0             | 0             | 0             | 3                 | 0                 | 0                 | 0                 | 36       | 0      | 0           | 0          |
| W. Reichel    | 28            | 0             | 6             | 0             | 3                 | 0                 | 1                 | 0                 | 31       | 0      | 7           | 0          |
| R. Scheler    | 25            | 1             | 4             | 0             | 2                 | 0                 | 0                 | 0                 | 27       | 1      | 4           | 0          |
| H. Schmitz    | 32            | 8             | 1             | 0             | 3                 | 1                 | 0                 | 0                 | 35       | 9      | 1           | 0          |
| F. Schütte    | 30            | 0             | 1             | 0             | 2                 | 0                 | 1                 | 0                 | 32       | 0      | 2           | 0          |
| U. Sommerer   | 31            | 6             | 3             | 0             | 3                 | 2                 | 0                 | 0                 | 34       | 8      | 3           | 0          |
| M. Tschech    | 2             | 0             | 0             | 0             | 0                 | 0                 | 0                 | 0                 | 2        | 0      | 0           | 0          |
| M. Tönnies    | 24            | 5             | 3             | 0             | 1                 | 0                 | 0                 | 0                 | 25       | 5      | 3           | 0          |